# Barisis-aux-Bois
Barisis-aux-Bois (denominado Barisis hasta el 6 de diciembre de 2014) es una comuna francesa, situada en el departamento de Aisne, de la región de Alta Francia.

## Demografía
| 638 | 723 | 694 | 697 | 689 | 669 | 708 | 747 |
| Para los censos de 1962 a 1999 la población legal corresponde a la población sin duplicidades (Fuente: INSEE [Consultar]) |     |     |     |     |     |     |     |